# Dick Higgins
Pour les articles homonymes, voir Higgins.
Dick Higgins (1938-1998) est un écrivain et artiste américain.

## Biographie
Américain d'adoption, Dick Higgins est né le 15 mars 1938 à Cambridge en Angleterre. Poète, compositeur, écrivain, il est actif dans le champ de l'art depuis 1957. Il étudie avec John Cage et Henry Cowell. Il épouse l'artiste Alison Knowles en avril 1960. Après avoir participé à l'élaboration des premiers happenings en 1958, il cofonde Fluxus dès 1961. En 1963 il fonde les éditions Something Else Press et réalise une quantité considérable de publications sur les artistes de cette période et introduit en 1965 dans un essai le célèbre concept d'Intermedia qu'il oppose à celui de Mixed Media. Dès 1966, il produit la première exposition de poésie concrète aux États-Unis et donne performances, lectures, concerts, et enseignements divers en Europe et aux États-Unis. Ses œuvres visuelles ont été montrées dans diverses expositions personnelles et collectives dans le monde entier. Ses textes sont publiés dans de nombreuses revues et il produit aussi quantité de disques, films et vidéos. Expérimentateur infatigable, il aura essayé les moyens d'expression les plus variés. Ses études sur les différentes formes de poésie visuelle seront couronnées de succès avec son livre Pattern Poetry (1987). Sa dernière intervention théorique a lieu pendant le Colloque d'Art Action à Québec, où il meurt pendant la nuit du 25 au 26 octobre 1998, emporté par une crise cardiaque.

## Ouvrages publiés
- What Are Legends, Calais (ME), Bern Porter Press, 1960.
- Postface/Jefferson’s Birthday, New York, Something Else Press, 1964.
- A Book About Love & War & Death. Canto 1, Something Else Press,  A Great Bear Pamphlet, New York, 1965.
- The Intermedia Essay, The Something Else Newsletter, vol.I, no 1, New York, Something Else Press Ed. 1966.
- Poparchitektur, Concept Art, Dick Higgins and Wolf Vostell, Droste Verlag, Düsseldorf, 1969[3].
- Computer for the Arts, Massachusetts, ABYSS Publications, 1970.
- A dialectic of Centuries. Notes towards a Theory of the New Arts, New York, Barton, Printed Éditions, 1978.
- Pattern Poetry. Guide to an Unknown Literature, Albany, State University of New York Press, 1987.

Traduction en français
- Postface. Un journal critique de l'avant-garde, Les presses du réel, coll. « L'écart absolu / Poche », Dijon, 2006  (ISBN 9782840661108)